# Mike Lindup
Michael David Lindup (Londen, 17 maart 1959) is toetsenist en zanger van de Britse jazzfunk-groep Level 42.

## Biografie

### 1959-1979; jonge jaren
Lindup is de zoon van de Britse componist/arrangeur David Lindup (1928-1992) en de Beliziaanse zangeres/actrice Nadia Cattouse (1924); zijn peetmoeder is de jazz-zangeres Cleo Laine. Hij begon op driejarige leeftijd met pianospelen en breidde vervolgens uit naar viool, klarinet, drums en percussie. Tijdens zijn muziekopleiding speelde Lindup in jazz- en popbands; tevens zong hij in diverse koren.

### 1980-1994; hoogtijdagen Level 42 en eerste soloalbum
In 1980 sloot Lindup zich aan bij het net opgerichte Level 42 waarin hij met zijn falsetstem een ondersteunende rol had naast bassist/leadzanger Mark King. Lindup schreef mee aan de teksten en mocht op elk album een of twee solonummers zingen; Starchild (1981) en The Sun Goes Down (Living It Up) (1983) groeiden uit tot live-klassiekers.
Na het overlijden van toenmalig gitarist Alan Murphy besloot Level 42 in 1990 een rustpauze in te lasten. Lindup maakte van de gelegenheid gebruik om een soloalbum op te nemen met nummers die hij niet bij de band kwijt kon; o.a gitarist Dominic Miller (die meespeelde tijdens de eerste repetitie van Level 42) en de veelgevraagde percussionist Bosco de Oliveira verleenden hun medewerking aan Changes dat nummers bevatte in het Engels en Portugees. Ter promotie gaf Lindup twee concerten, een in Londen en een in Glasgow. Het Level 42-achtige The Spirit is Free werd in 1991 opgenomen in de setlijst van de Guaranteed-tournee.
In 1994 verscheen het laatste album van Level 42 (Forever Now) in de eerste bestaansperiode; ingehaald door enerzijds stijlgenoten als Jamiroquai en anderzijds de Britpopexplosie besloot de band om ermee te stoppen.

### 1995-2002; nieuwe wegen
Gedurende de rest van de jaren 90 componeerde Lindup de muziek voor een autoreclame en verdiepte hij zich in Zuid-Amerikaanse stijlen. Hij ging op studiereis naar Cuba en had zich reeds aangesloten bij Negrocan; deze Braziliaans-getinte band scoorde in 2000 een hit met een remix van het dan vier jaar oude Cada Vez. Lindup was tegen die tijd overgestapt naar het gelijkgestemde Da Lata met daarin dezelfde zangeres en dezelfde bassist als Negrocan, Liliana Chachian en Andy Lafone; hij speelde zowel piano als percussie en zong Portugese backing vocals. Met Da Lata was Lindup enkele malen op de Nederlandse podia te zien (North Sea Jazz, Drum Rhythm Festival, Melkweg), alsmede in het televisieprogramma FF Wat Anders. Verder trad hij in vaste dienst bij Dominic Miller.

### 2003-2006; tweede soloalbum en terugkeer naar Level 42
In 2003 bracht Lindup zijn tweede solo-album uit; Conversations with Silence bevatte een mix van latin-jazz, klassiek en filmscores en werd gepromoot met een aantal optredens. Ondertussen bleef hij contact houden met de ex-leden van Level 42; naar aanleiding van een jamsessie op zijn bruiloft met King (naar wiens voorbeeld Lindup met een Nederlandse vrouw trouwde) en de broers Phil en Boon Gould drie jaar eerder ontstond het idee voor een reünie. Dit liep echter stuk door een opgelaaide ruzie tussen Mark King en Phil Gould.
Lindup had ondertussen zijn helft van de naamsrechten aan King overgedragen en verzorgde op 13 februari 2005 een gastoptreden tijdens een concert van het vernieuwde Level 42. In 2006 keerde hij definitief terug op het oude nest en nam hij samen met Kings broer Nathan de achtergrondzang op zich. Datzelfde jaar verscheen het comeback-album Retroglide, in wezen een soloproject van King met gastbijdragen van Lindup en de broers Gould die alle drie meespeelden op het nummer Ship.

### 2007-2019; meer nieuwe wegen
Naast de optredens van Level 42 bleef Lindup zijn eigen dingen doen; zo werkte hij met drummer Billy Cobham (met wie Level 42 in 2008 optrad tijdens The Hague Jazz), Dominic Miller en latin-pianist Alex Wilson. Ook bracht hij twee CD's uit met de formatie Zeep van voormalig Da Lata-gitarist Chris Franck. Verder speelde Lindup mee met de Thriller Live Tour als postuum eerbetoon aan Michael Jackson, en ging hij regelmatig Mike Lindup & Friends-concerten organiseren met solomateriaal, Level 42-hits en verrassende covers.
In 2011 bracht Lindup de EP On The One uit en maakte hij op 23 november - na meer dan twintig jaar - een eenmalige comeback in de huisband van het Prince's Trust-concert. Lindup, King en de nieuwe Level 42-drummer Pete Ray Biggin begeleidden hedendaagse als gevestigde artiesten en speelden ook eigen nummers.
In 2015 bracht Lindup een single uit met de ritmesectie van de Thriller Live-band. In 2017 verscheen Visions, een duet met Leee John (zanger van Imagination) afkomstig van diens soloalbum Retropia.

### 2020-2023; derde soloalbum
Na enige vertraging door de coronacrisis werd Changes in februari 2021 heruitgebracht op vinyl in beperkte oplage. Lindup was dan al begonnen aan de opnamen van Changes 2; een album waarop soul, funk, jazz en disco de boventoon voeren. De eerste single, Time to Let Go, kwam op 11 juni 2021 uit en ging vergezeld van een videoclip die onder meer in Nederland werd opgenomen. De opvolger, You Can't Just Live As An Island verscheen 5 november; over deze single zei Lindup "Vroeger was ik in het uitgaansleven zo'n muurbloempje dat alleen danste als niemand keek; in dit nummer ben ik degene die het muurbloempje uitnodigt om op de dansvloer te komen." De derde single, Atlantia kwam in juli 2022 uit en ging over afkomst en menselijkheid. Changes 2 verscheen op 28 juli 2023 en ontving lovende recensies. Ter promotie gaf Lindup op 16 december 2023 een concert in het Londense Jazz Café